# Funtana Meiga
Funtana Meiga è un villaggio costiero, frazione di Cabras, in provincia di Oristano.

## Geografia fisica

### Territorio
È situato nella costa centro-occidentale della Sardegna, nella "Riserva Naturale di Flora e Fauna di Seu", appartenente alla famosa "Area Marina Protetta Penisola del Sinis-Isola di Mal di Ventre"; quest'area è molto naturalistica e potrebbe dirsi unica nel Mediterraneo.
Il borgo è circondato da campi di coltivazioni tradizionali, grandi spazi con dune (alcune di media altezza che arrivando fino a 15 metri) ed estensioni di vegetazione tipica del clima mediterraneo (palme nane, rosmarino, lentischio, timo) che si estende fino al mare.

## Storia
Il suo nome proviene dal sardo e significa "Fontana" o "Sorgente d´acqua" "medicinale" o "miracolosa".
Con tutta probabilità, anche se il villaggio attuale è relativamente recente, ospitò nell'antichità classica, una sorgente d´acqua termale molto apprezzata, a tal punto da conservarne il nome fino ai giorni nostri.
Esisteva già, secondo gli ultimi ritrovamenti, all'epoca degli antichi coloni fenici e prima di loro, ai tempi delle popolazioni autoctone dell´isola, una sorgente di acque curative dedicata ai geni ancestrali protettori della salute, dove persone di tutti i villaggi venivano a offrire sacrifici e doni in cambio di salute.
Questa fonte o sorgente, si è conservata fino ai nostri giorni, sommersa dal mare a circa 10 metri scarsi dalla riva, nel luogo dove prima era presente una villa romana del I secolo a.C..

## Monumenti e luoghi d'interesse

### Siti archeologici
A poca distanza, possiamo vedere le rovine di Tharros, antica città fenicio-punica conosciuta come la seconda Cartagine per la sua incredibile ricchezza e importanza nel passato e i suoi resti di epoca romana e paleocristiana; da segnalare anche diversi nuraghe (costruzioni megalitiche dell'età del bronzo), necropoli puniche e romane, una magnifica chiesa cristiana primitiva e tre torri di guardia di età spagnola.

### Luoghi di interesse naturalistico
Di rilievo il capo San Marco e la laguna di Mistras.
Praticamente tutto il litorale di Funtana Meiga è caratterizzato da acque poco profonde, con spiagge di sabbia molto fine, combinate con frammenti di conchiglie marine e granelli di quarzo bianco portati dalle correnti, spiagge come Is Arutas o Mari Ermi a poca distanza da Funtana Meiga.
La spiaggia del villaggio poco profonda, con una sabbia chiara finissima e un'acqua molto limpida e trasparente, con riflessi che vanno dal verde smeraldo fino all´azzurro turchese, le spiagge sono prive di alghe morte di posidonia, per via delle correnti che le trascinano al largo.